# Nedostatak aktivnosti glukoza-6-fosfat dehidrogenaze
Nedostatak aktivnosti glukoza-6-fosfat dehidrogenaze (akronim G6PD) je nasledni poremećaj metabolizma ili enzimopatija koja prvenstveno pogađa eritrocite i smanjuje im mogućnost da se sami brane od štetnih delovanja oksidanasa. Procenjuje se da oko 400 miliona ljudi na globalnom nivou ima deficit G6PD, sa oko 140 varijanti mutacija gena. Najčećće kliničke manifestacije deficita G6PD, su: akutna hemolitička anemija, hronična hemolitička anemija, favizam i novorođenačka žutica.

## Epidemiologija
Deficit enzima  glukoza-6-fosfat dehidrogenaze na globalnom nivou je prisutan širom sveta, sa oko 400 miliona obolelih osoba. Upojedinim populacijama ovaj deficit pokazuje značajne razlike u učestalosti. Najveća incidencija opisana među muškarcima Jevrejima u Kurdistanu i to čak 70%. Kod
Jevreja iz Istočne Evrope i Severne Afrike deficit je veoma redak. Kod Bantu crnaca incidencija iznosi 20%, američkih crnaca 11%, a crnaca u Brazilu 8%. U Grčkoj postoje velike razlike u pojedinim krajevima zemlje, te se učestalost deficita kreće od 0,6% do 10%. Na Sardiniji je zastupljenost deficita 18,8%, a u Severnoj Italiji samo 0,1%. U Makedoniji je učestalost nešto veća među Romima 6%, u odnosu na ostale Makedonace kod kojih je ona 1%. U Dalmaciji dijagnostikovana učestalost deficita u populaciji je 0,44% i to 0,75% u muškaraca i 0,14% u žena.

## Etiopatogeneza
Glukoza-6-fosfat dehidrogenaza (akronimG6PD) je citozolni enzim u putu pentoznog fosfata, metaboličkom putu koji snabdeva ćelije energijom proizvedenom redukcionim procesima (na primer u eritrocitima). Ovaj enzim održava nivo koenzima nikotinamid adenin dinulleotid fosfat (NADPH). NADPH održava nivo glutationa u tim ćelijama, što pomaže u protekciji crvenih krvnih zrnaca protiv oksidativnog oštećenja. Od većeg kvantitativnog značaja je produkcija NADPH za tkiva koja aktivno učestvuju u biosintezi masnih kiselina i/ili izoprenoida, kao što su jetra, mlečne žlezde, adipozno tkivo, i adrenalne žlezde.
U slučajevima nedostataka aktivnosti glukoza-6-fosfat dehidrogenaze narušena je funkcija enzima glukoza-6-fosfat dehidrogenaza (G6PD) koji katalizira oslobađanje atoma vodonika u pentoza fosfatnom putu metabolizma glukoze. Pri tome NADP prelazi u NADPH, koji je neophodan za očuvanje integriteta eritrocita u oksidacionim opterećenjima. Povećano oksidacijsko opterećenje eritrocita može izazvati hemolizu zbog nedovoljne količine NADPH kod osoba sa deficitom enzimske aktivnosti G6PD. 

### Genetika
Gen za G6PD koji je smešten na dugom kraku X hromosoma, sastoji se od 20114 parova baza. Opisano je 58 mutacija gena koje izazivaju sintezu enzima sa smanjenom aktivnošću.
| Opisane mutatacije | Opisane mutatacije | Opisane mutatacije    | Opisane mutatacije | Opisane mutatacije            | Opisane mutatacije | Opisane mutatacije   | Opisane mutatacije | Opisane mutatacije                                               | Opisane mutatacije                                                    |
| Mutacija           | Mutacija           | Mutacija              | Mutacija           | Gen                           | Gen                | Gen                  | Protein            | Protein                                                          | Protein                                                               |
| Oznaka             | Skraćeno ime       | Izoforma G6PD-Protein | OMIM-kod           | Tip                           | Podtip             | Položaj              | Položaj            | Promena strukture                                                | Promena funkcije                                                      |
| ------------------ | ------------------ | --------------------- | ------------------ | ----------------------------- | ------------------ | -------------------- | ------------------ | ---------------------------------------------------------------- | --------------------------------------------------------------------- |
| G6PD-A(+)          | Gd-A(+)            | G6PD A                | +305900.0001       | Polimorfizam nukleotida       | A→G                | 376 (Exon 5)         | 126                | Asparagin→Aspartic acid (ASN126ASP)                              | Nema defekta enzima (varijanta)                                       |
| G6PD-A(-)          | Gd-A(-)            | G6PD A                | +305900.0002       | Supstitucioni nukleotid       | G→A                | 376 (Exon 5) and 202 | 68 and 126         | Valin→Metionin (VAL68MET) Asparagin→Aspartic acid (ASN126ASP)    |                                                                       |
| G6PD-Mediterranean | Gd-Med             | G6PD B                | +305900.0006       | Supstitucioni nukleotid       | C→T                | 563 (Exon 6)         | 188                | Serin→Fenilalanin (SER188PHE)                                    | Klasa II                                                              |
| G6PD-Canton        | Gd-Canton          | G6PD B                | +305900.0021       | Supstitucioni nukleotid       | G→T                | 1376                 | 459                | Arginine→Leucin (ARG459LEU)                                      | Klasa II                                                              |
| G6PD-Chatham       | Gd-Chatham         | G6PD                  | +305900.0003       | Supstitucioni nukleotid       | G→A                | 1003                 | 335                | Alanine→Threonine (ALA335THR)                                    | Klasa II                                                              |
| G6PD-Cosenza       | Gd-Cosenza         | G6PD B                | +305900.0059       | Supstitucioni nukleotid       | G→C                | 1376                 | 459                | Arginin→Prolin (ARG459PRO)                                       | G6PD-aktivnost kod < 10% pacijenata.                                  |
| G6PD-Mahidol       | Gd-Mahidol         | G6PD                  | +305900.0005       | Supstitucioni nukleotid       | G→A                | 487 (Exon 6)         | 163                | Glicin→Serin (GLY163SER)                                         | Klasa III                                                             |
| G6PD-Orissa        | Gd-Orissa          | G6PD                  | +305900.0047       | Supstitucioni nukleotid       | C→G                | 131                  | 44                 | Alanin→Glicin (ALA44GLY)                                         | NADP-zahvaćeno mesto vezivanja. Veća stabilnost od ostalih varijanti. |
| G6PD-Asahi         | Gd-Asahi           | G6PD A-               | +305900.0054       | Zamenski nukleotid (nekoliko) | A→G ± G→A          | 376 (Exon 5) 202     | 126 68             | Asparagin→Aspartic acid (ASN126ASP) Valine→Methionine (VAL68MET) | Klasa III.                                                            |

## Klinička slika
Iako je G-6-PD prisutna u svim tkivima, efekt deficita enzima je najviše izražen u eritrocitima, i zato je hemolitična anemija najčešća klinička manifestacija. U najčešće kliničke manifestacije deficita G6PD spadaju: akutna hemolitička anemija, hronična hemolitička anemija, favizam i novorođenačka žutica.

### Akutna stečena hemolitička anemija
Agensi koji izazivaju hemolizu, koji mogu biti različiti, dovode eritrocit u stanje povećanog
oksidacijskog opterećenja koje on nije u mogućnosti savladati zbog deficita G6PD.
U normalnim uslovima kod ovih oblika nema anemije, a eritrociti su urednog oblika i svojstava, osim nešto kraćeg životnog veka. Hemolitične krize mogu biti veoma teške i opasne po život što zavisi od varijanti enzima i količini, kao i snazi potencijalnog oksidansa. 
Akutna hemoliza može biti izazvana lekovima, infekcijom ili nekim retkim stanjima kao što su dijabetička ketoacidoza. Lekovi koji indukuju hemolizu su supstance, koje in vivo produkuju vodonik peroksid, ili su direktni oksidansi. Infekcija je daleko najčešći uzrok akutne hemolize kod deficita enzima. Mnogi su lekovi bili neopravdano optuženi za indukciju hemolize zbog koincidencije s infekcijom. 

### Hronična urođena (nesferocitna) hemolitična anemija
Hronična urođena hemolitična anemija - koju mnogi nazivaju i nesferocitna, treba da naglasi da se razlikuje od drugih anemija koje imaju sferocitni oblik eritrocita. 
Kod ove anemije deficit enzima je tako velik da eritrociti ne mogu podnieti čak i uobičajene stresove u cirkulaciji. 
Učestalost ovih varijanti je mala i opisane su uglavnom kao sporadični slučajevi. Klinička slika je često ispoljena već u novorođenačkom razdoblju kada hemoliza može biti teška. U ranom dertinjstvu znaci i simptomi hemolizne bolesti su diskretni i nestalni, anemija može biti kompenzovana, ali je uvek prisutna u većoj ili manjoj meri. Tokom života moguće su aplastične krize s naglim padom eritrocita.

### Favizam
Favizam je bolest sa teškom hemoliznom anemijom nakon ingestije boba (Vicia faba) kod osoba koje imaju deficit G6PD. Opisan je i u brojnim drugim mutacijama s teškim i umerenim deficitom G6PD, npr.slučaj favizma odojčeta koje je hranjeno mlekom koze koja je pasla bob. Sastojci boba divicin i izouramil su kao jaki oksidansi odgovorni za toksične pojave u favizmu. Takođe je otkriveno da su u eritrocitima u favizmu promenjene koncentracije nekih od elektrolita, kao što su povišena koncentracija kalcijuma, snižena koncentracija kalijum, a snižena je i aktivnost Ca-ATP-e aktivnost što doprinosi hemolizi.
Poremećaj je obično izraćen u varijanti enzima sa teškim deficitom aktivnosti koja se naziva „G-6-PD Mediteran”.
Favizam je najčešći u mediteranskoj regiji, u kojoj se bob često uzgaja i konzumira.  U Kini je opisan slučaj hidropsa fetusa koji je bolovao od favizma, a čija je majka jela bob. Učestalost pojave oboljenja je veća od prve do pete godine. 
Simptomi akutne hemolize se javljaju od pet do dvadeset i četiri sata nakon ingestije boba. Pre primene transfuzija mortalitet je iznosio 8%.

### Novorođenačka žutica ili hiperbilirubinemija
Teški oblik novorođenačke žutice ili hiperbilirubinemije, je česti oblik manifestacije deficita G6PD.Naime istraživanjima je ustanovljen značajno veći broj hiperbilirubinemije kod novorođenčadi s nedostatkom G6PD nego u kontrolnoj grupi (7). Novorođenačka hiperbilirubinemija je opisana u različitim varijantama G6PD, ali je najrasprostranjenija u varijanti Mediteran. Ona je posledica veće koncentracije bilirubina izazvane umerenom hemolizom eritrocita i smanjenjenjem kougacije bilirubina u novorođenčadi s deficitom G6PD.
Klinička manifestacija novorođenačke hiperbilirubinemije varira od blagih slučajeva žutice bez potrebe za terapijom do kliničke slike kernikterusa i ugroženosti života. Težina žutice nije povezana sa steenom aktivnosti enzima. Novorođenčad ženskog pola u istoj meri izložena su riziku kao i deca muškog pola.

## Dijagnoza
Dijagnoza se postavlja na osnovu kliničke slike, nalaza anemije u perifemoj krvnoj slici sa retikulocitozom različitog stepena i hiperbihrubinemijom nekog ugovanog tipa. 
U teškim oblicima hemolitične krize može doći do hemoglobinurije, a vek eritrocita je različito skraćen. 
Konačna dijagnoza utvrđuje se testovima za dokazivanie deficita glukoza-6-fosfat dehidrogenaze

## Terapija
Terapija najčešče nije neophodna. Bolesnici sa favizmom trebalo bi da se izbegavaju unošenje fava pasulja (boba). 
Kod bolesnika sa hemolitičnim krizama, neophodno je primeniti transfuzije eritrocita. Splenektomijaje kod ovih bolesnika se pokazala kao neefikasna.
Pacijenti kod kojih je utvrđen deficit G6PD trebalo bi da izbegavaju unos oksidacijskih lekove.

## Prevencija
Većina epizoda hemolitičke anemije može se sprečiti izbjegavanje fava boba, oksidanata, i oksidantnih lekova. 
Kako infekcije takođe može pokrenuti hemolitičke napade i može imati druge teške posledice, treba se maksimalno štitite od nje. 
Žene u drugom stanju, naročito u područjima u kojima je rasprostranjen nedostatak aktivnosti glukoza-6-fosfat dehidrogenaze, treba da izbegavaju ishranu fava bobom.

## Prognoza
Pcijenti sa nedostatkom G6PD-a ne obolevaju češće od drugih bolesti u odnosu na druge bolesnike i u  manjem su riziku od drugih, npr. od onih sa ishemijskom bolešču srca i cerebrovaskularnim bolestima.

## Spoljašnje veze
- G6PD Deficiency Association (језик: енглески)
- Family Practice Notebook/G6PD Deficiency (Favism) (језик: енглески)

|  | Molimo Vas, obratite pažnju na važno upozorenje u vezi sa temama iz oblasti medicine (zdravlja). |